# Drapelul Mozambicului

Raport: 2:3

Vechiul steag (1975-1983)

Drapelul Mozambicului a fost adoptat la 1 mai, 1983. Include imaginea unui AK-47, fiind singurul steag național care include o asemenea armă modernă.
Steagul se bazează pe steagul Frelimo (Frontul de Eliberare a Mozambicului). Acesta, folosit pentru o scurtă perioadă după obținerea independenței față de Portugalia, este foarte asemănător cu steagul actual, cu excepția faptului că îi lipsește emblema.
În 2005, a avut loc un concurs pentru adoptarea unui nou steag. Au fost propuse 119 modele, dintre care a fost ales unul câștigător, însă steagul a rămas neschimbat. Acest lucru se petrece în contextul creării unei noi steme și a adoptării unui nou imn al acestei țări. Opoziția parlamentară din Mozambic și-ar dori în special ca imaginea cu pușca Kalașnikov să fie îndepărtată de pe steag.
Această dorință de a schimba aceste simboluri naționale a întâmpinat o rezistență crâncenă din partea opiniei publice.

## Simbolismul steagului
Verde: Bogățiile solului 

Negru: Continentul african 

Galben: Bogățiile minerale 

Alb: Pacea 

Roșu: Lupta țării pentru independență 

Emblema: 

Steaua galbenă: Solidaritatea poporului și credințele socialiste ale țării 

Cartea: Educația 

Sapa: Țăranii și agricultura 

AK-47: Determinarea națiunii de a-și proteja libertatea 